# Honskirch
Honskirch là một xã trong vùng Grand Est, thuộc tỉnh Moselle, quận Château-Salins, tổng Albestroff. Tọa độ địa lý của xã là 48° 56' vĩ độ bắc, 06° 57' kinh độ đông. Honskirch nằm trên độ cao trung bình là 243 mét trên mực nước biển, có điểm thấp nhất là 213 mét và điểm cao nhất là 252 mét. Xã có diện tích 6,55 km², dân số vào thời điểm 2004 là 195 người; mật độ dân số là 30 người/km².

## Thông tin nhân khẩu
| 1962 | 1968 | 1975 | 1982 | 1990 | 1999 |
| ---- | ---- | ---- | ---- | ---- | ---- |
| 193  | 194  | 196  | 194  | 189  | 184  |